# Samsung Galaxy S10
Samsung Galaxy S10 je řada chytrých telefonů vyvinutých společností Samsung Electronics. Prodej byl spuštěn v březnu 2019. Představení proběhlo 20. února 2019 v San Franciscu v budově Bill Graham Civic Auditorium. Samsung vysílal přímý přenos z akce na YouTube. Alza.cz a CZC.cz poskytly český dabing na Facebooku a Svět Androida nabídl jeden z jako jeden z prvních českých webů prvních pohledu na toto zařízení. Galaxy S10 a S10+ má ultrazvukovou čtečku otisků prstů zabudovanou v displeji. Galaxy S10 podporuje jako první telefon na světe Wi-Fi 6.
Samsung Galaxy S10 má tzv. průstřel, neboli otvor v displeji. U všech tři modelů se průstřel pro selfie fotoaparát nachází v pravém horním rohu. Jedná se Inifinity-O displej, který byl představen na podzim minulého roku zároveň s Infinity-U, Infinity-V a New Infinity. První dva jsou jiné názvy pro výřezy a New Infinity je budoucí typ úplně bezrámečkového displeje.
Recenze na Samsung Galaxy S10 vypadají dobře. Ukázalo se, že ultrasonická čtečka je velmi bezpečným řešením. Fotoaparát se třemi čočkami funguje dobře ve dne i v noci. Jedinou nevýhodou je cena zařízení a to, že 5G varianta se nebude v České republice prodávat.

## Verze
Řada Samsung Galaxy S10 zahrnuje pět verzí:
- Samsung Galaxy S10 – G973
- Samsung Galaxy S10e – G970
- Samsung Galaxy S10+ – G975
- Samsung Galaxy S10 5G – G977
- Samsung Galaxy S10 Lite – G770